# بنية جزيئية هرمية مزدوجة خماسية السطوح

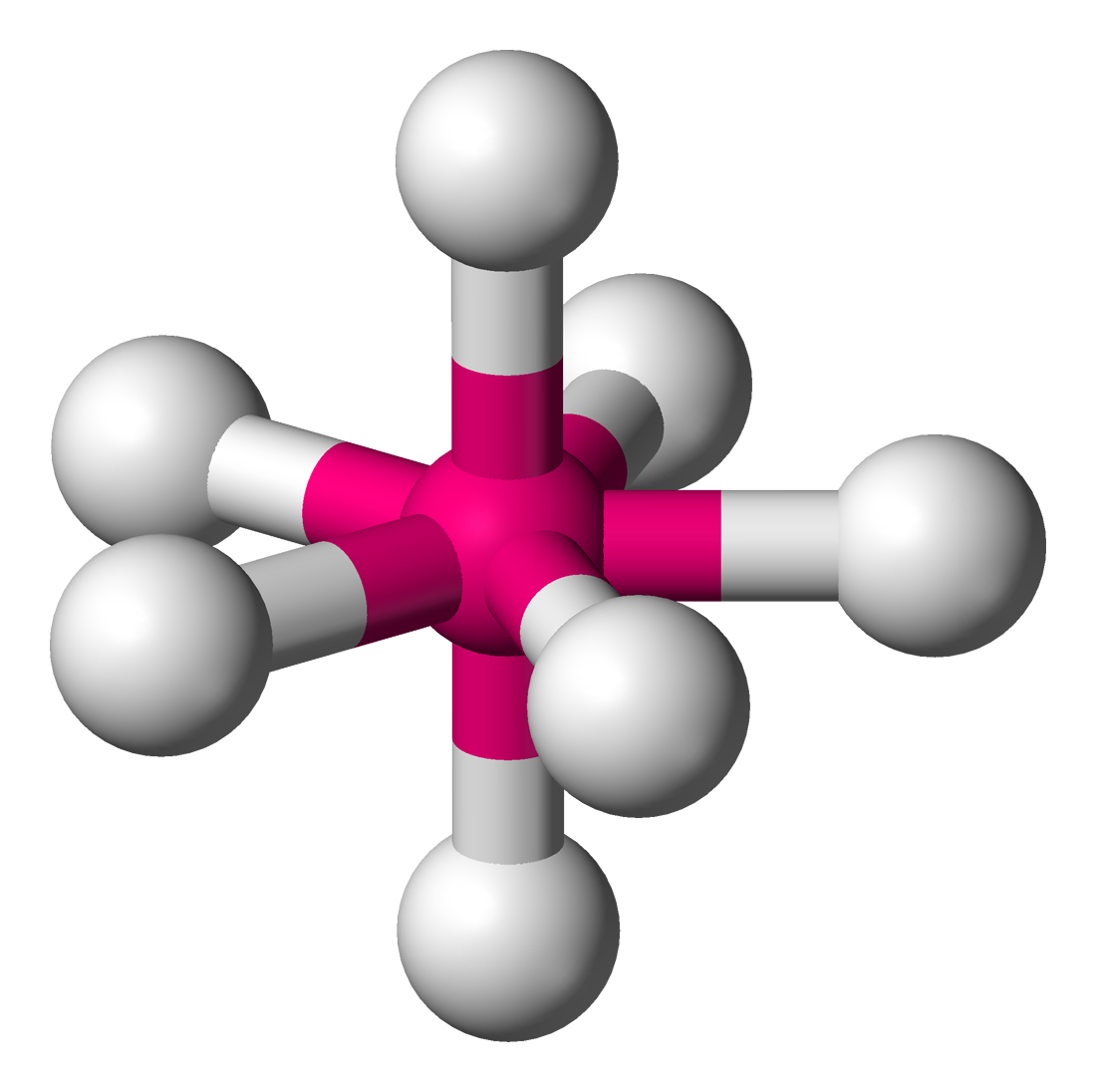
تمثيل فراغي ثلاثي الأبعاد لبنية جزيئية هرمية مزدوجة خماسية السطوح

البنية الجزيئية الهرمية المزدوجة خماسية السطوح في الكيمياء هي هيئة من هيئات البنية الجزيئية، والتي تكون فيها الذرة المركزية محاطة بسبع ربيطات تتواجد على زوايا هرم مزدوج خماسي السطوح. ينتمي شكل الهرم المزدوج خماسي السطوح إلى الزمرة النقطية الجزيئية D5h.
عندما يكون الجزيء على شكل هرم مزدوج خماسي السطوح فإنه يتبع حالة تكون فيها زوايا الروابط المحيطة بالذرة غير متطابقة، كما هو الحال في البنية الجزيئية الهرمية المزدوجة ثلاثية السطوح.

## أمثلة
من الأمثلة على المركبات الكيميائية التي تتبنى هذه البنية الجزيئية كل من:
- سباعي فلوريد اليود (IF7)
- معقدات بيروكسو الكروم السداسي مثل [Cr(O2)2(NH3)3]، حيث تشغل مجموعات البيروكسو أربعة من المواقع المستوية.

## روابط خارجية
- – صور لجزيء IF7
- 3D Chem – البنى الكيميائية الجزيئية ثلاثية الأبعاد
- IUMSC – مركز جامعة إنديانا الأمريكية للبنى الجزيئية